# 1060 (عدد)
1060 هو عدد صحيح، يلي العدد 1059 وويسبق العدد 1061.

## في الرياضيات

### خصائص
- عدد طبيعي.[3]
- عدد زوجي.[4][5]
- عدد موجب،[6] السالب منه هو -1060.[7]

## في التاريخ
- 1060 هـ هي سنة في التقويم الهجري.
- هي سنة 1060 م في التقويم الميلادي.

## وصلات خارجية
الأعداد الصاتمة، ديوان اللغة العربية.